# Euro Hockey Tour 2005/2006
Euro Hockey Tour 2005/2006 je 10. ročník hokejových turnajů Euro Hockey Tour.

## Česká pojišťovna cup
Hokejový turnaj byl odehrán od 1.9.2005 – do 4.9.2005 v Liberci. Utkání Rusko – Švédsko bylo odehráno v Petrohradě
- Vítěz Švédská hokejová reprezentace.

| Tým 1   | Výsledek                   | Tým 2   |
| ------- | -------------------------- | ------- |
| Švédsko | 2:0 (0:0, 1:0, 1:0)        | Finsko  |
| Česko   | 1:2 (0:0, 1:0, 0:2)        | Rusko   |
| Finsko  | 1:4 (0:0, 0:2, 1:2)        | Rusko   |
| Česko   | 3:5 (0:2, 2:3, 1:0)        | Švédsko |
| Rusko   | 1:2 (1:0, 0:1, 0:1)        | Švédsko |
| Česko   | 2:1 SN (1:1, 0:0, 0:0–1:0) | Finsko  |

## Karjala cup
Hokejový turnaj byl odehrán od 10.11.2005 – do 13.11.2005 v Helsinkách. Utkání Švédsko – Česko bylo odehráno v Jonkopingu
- Vítěz Finská hokejová reprezentace.

| Tým 1   | Výsledek                   | Tým 2   |
| ------- | -------------------------- | ------- |
| Švédsko | 1:2 (0:2, 1:0, 0:0)        | Finsko  |
| Česko   | 3:5 (1:3, 1:1, 1:1)        | Rusko   |
| Finsko  | 3:2 SN (0:0, 0:1, 2:1–0:0) | Rusko   |
| Česko   | 3:6 (3:1, 0:3, 0:2)        | Švédsko |
| Rusko   | 2:3 PP (0:0, 1:0, 1:2–0:1) | Švédsko |
| Česko   | 6:2 (2:2, 3:0, 1:0)        | Finsko  |

## Rosno cup
Hokejový turnaj byl odehrán od 15.12.2005 – do 18.12.2005 v Moskvě. Utkání Česko – Finsko bylo odehráno v Praze
- Vítěz Ruská hokejová reprezentace.

| Tým 1   | Výsledek                 | Tým 2   |
| ------- | ------------------------ | ------- |
| Finsko  | 2:1 (0:0,1:1,1:0)        | Švédsko |
| Rusko   | 3:1 (3:0,0:0,0:1)        | Česko   |
| Rusko   | 2:0 (0:0,1:0,1:0)        | Finsko  |
| Švédsko | 1:0 PP (0:0,0:0,0:0,1:0) | Česko   |
| Rusko   | 3:1 (2:0,0:1,1:0)        | Švédsko |
| Česko   | 2:3 SN (1:0,1:1,0:1,0:0) | Finsko  |

## LG Hockey Games
Hokejový turnaj byl odehrán od 26.4.2006 – do 29.4.2006 v Stockholmu. Utkání Finsko – Rusko bylo odehráno v Helsinkách
- Vítěz Ruská hokejová reprezentace.

| Tým 1   | Výsledek          | Tým 2  |
| ------- | ----------------- | ------ |
| Švédsko | 0:2 (0:1,0:0,0:1) | Finsko |
| Rusko   | 7:5 (4:0,1:3,2:2) | Česko  |
| Finsko  | 1:3 (0:0,0:1,1:2) | Rusko  |
| Švédsko | 3:0 (1:0,1:0,1:0) | Česko  |
| Švédsko | 7:6 (2:3,4:0,1:3) | Rusko  |
| Česko   | 1:5 (0:2,0:1,1:2) | Finsko |

## Celková tabulka EHT 2005/2006
| Mužstvo | Z  | V | VP | PP | P | VG | OG | B  |
| ------- | -- | - | -- | -- | - | -- | -- | -- |
| Rusko   | 12 | 8 | 0  | 2  | 2 | 40 | 28 | 26 |
| Švédsko | 12 | 6 | 2  | 0  | 4 | 32 | 24 | 22 |
| Finsko  | 12 | 4 | 2  | 1  | 5 | 22 | 26 | 17 |
| Česko   | 12 | 1 | 1  | 2  | 8 | 27 | 43 | 7  |

## Vysvětlivky k tabulkám a zápasům
- Z – počet odehraných zápasů
- V – počet vítězství
- VP – počet výher po prodloužení (nebo po samostatných nájezdech)
- PP – počet proher po prodloužení (nebo po samostatných nájezdech)
- P – počet proher
- VG – počet vstřelených gólů
- OG – počet obdržených gólů
- B – počet bodů

## Play-off o umístění
Zápasy o umístění byly sehrány dne 1. května 2005 ve Stockholmu. Hrálo se jednokolově.
O 1. místo
| Tým 1   | Výsledek            | Tým 2 |
| ------- | ------------------- | ----- |
| Švédsko | 1:2 (0:0, 1:2, 0:0) | Rusko |

O 3. místo
| Tým 1  | Výsledek            | Tým 2 |
| ------ | ------------------- | ----- |
| Finsko | 3:2 (0:2, 3:0, 0:0) | Česko |